# بيل بيرسون
بيل بيرسون (بالإنجليزية: Bill Pearson)‏ (18 يناير 1922، غرايموث في نيوزيلندا - 27 سبتمبر 2002، أوكلاند في نيوزيلندا)؛ مؤلف، أستاذ جامعي،، كاتب وروائي نيوزيلندي.